# Pierre van Ostade
Pierre van Ostade (Goirle, 19 september 1917 – Bladel, 13 oktober 2005) was een Nederlands radio- en televisiepresentator.

## Leven en werk
Van Ostade was oorspronkelijk tapdanser en trad als zodanig begin jaren '30 al op in het ensemble van de Tilburgse humorist August de Laat voor vijf gulden per avond, maar sloot zich echter al snel aan bij het revuegezelschap van zijn broer Jan. In dit ensemble stonden aanvankelijk zijn broer en de Goirlese humorist Jan van Loenhout centraal. Pierre van Ostade trad vooral op als solist in een eigen dansgroep, waarvan hij tevens de choreografie verzorgde. Ook speelde Van Ostade kleine rolletjes; later zou hij met zijn broer de spil van het ensemble gaan vormen.
De gebroeders Van Ostade waren vooral in Noord-Brabant erg populair. Ze verzorgden veel benefietvoorstellingen, en voor de Zonnebloem gingen ze zelfs herhaaldelijk op tournee. Rond 1947 traden de broers Van Ostade regelmatig voor de radio op in het Brabants Halfuurtje van de KRO. In 1948 werkten zij mee aan het programma Negen heit de klok. Ook maakte het gezelschap van Jan en Pierre van Ostade programma's voor de eerste experimentele tv-uitzendingen.
Na het vroegtijdig overlijden van Jan was Pierre van Ostade werkzaam als plugger voor de platenmaatschappij CNR.
In 1962 presenteerde Van Ostade bij Radio Veronica het programma Platenpalet en in 1971 onder het pseudoniem Gaston Huysmans het programma Met de benen op tafel. Ook presenteerde hij voor Veronica het nostalgische programma Applaus van gisteren. Verder speelde hij in 1972 de rol van Magister Phillipus in de televisieserie Kunt u mij de weg naar Hamelen vertellen, mijnheer?.
Vanaf 1971 werd hij bekend als spreekstalmeester bij o.a. De Berend Boudewijn Kwis, de Willem Ruis Show en de De Frank Kramer Show. De kreten "En Pierre, wat hebben ze gewonnen?" en "En Pierre, waar gaan ze mee naar huis?" waren gevleugelde uitdrukkingen in die shows.
Zelf presenteerde Van Ostade bij de KRO enkele jaren het muziekprogramma Bij ons in.... Toen Willem Ruis in 1981 naar de VARA overstapte, bleef Van Ostade aanvankelijk bij de KRO om als voice-over te fungeren bij de vervangende nieuwe quiz van Frank Kramer, de Frank Kramer Show. In 1983 zat hij in het panel van de KRO-Playback Show van Henny Huisman. Later zou hij zich alsnog met Willem Ruis herenigen. Na het onverwachte overlijden van Ruis in 1986 was Van Ostade nog voice-over bij een Zonnebloemgala van de KRO, bij de quiz Prijs je rijk met Fred Oster bij de AVRO en tot slot bij Prijzenslag met Hans Kazàn bij het toenmalige RTL Véronique. Omdat het opnameschema van meerdere uitzendingen per dag hem te zwaar werd, was hij bij dit programma slechts een blauwe maandag te horen.
In de eerste helft van de jaren 90 was het stemgeluid van Van Ostade nog af en toe te horen bij onder meer commercials en evenementen.
Van Ostade woonde de laatste dagen van zijn leven in een verzorgingstehuis in Bladel, waar hij in 2005 op 88-jarige leeftijd overleed.